# Ostéoblastome
 Mise en garde médicale
L'ostéoblastome est une néoplasie bénigne primitive du tissu osseux due à la prolifération des ostéoblastes.
Ses manifestations cliniques et anatomopathologiques sont similaires à l'ostéome ostéoïde.
Certains considèrent que les deux tumeurs sont des variantes de la même maladie, l'ostéoblastome étant considéré comme un ostéome ostéoïde géant (entre 2 et 6 cm), cependant l'existence d'ostéoblastomes agressifs rend cette relation moins évidente.

## Signes cliniques
Les patients atteints d'ostéoblastome présentent généralement :
- Des douleurs résistantes aux salicylates (aspirine et apparentés) durant plusieurs mois  souvent moins intense que la douleur associée à l'ostéome ostéoïde et sans intensification nocturne.
- En cas de lésion superficielle, présence d'un gonflement et d'une sensibilité localisée.
- En cas de lésion rachidienne, possibilités de scoliose douloureuse et de déficits neurologiques dus à des interférences mécaniques avec la moelle épinière ou les racines nerveuses.

## Physiopathologie
La cause de l'ostéoblastome est inconnue.
Histologiquement, les ostéoblastomes sont similaires aux ostéomes ostéoïdes, produisant de l'os au milieu du tissu conjonctif fibro-vasculaire. L'ostéoblastome peut atteindre plus de 2,0 cm de diamètre alors que les ostéomes ostéoïdes ne dépassent pas 2 cm.
Ce type de  tumeur est généralement considérée comme bénigne, mais une variante agressive controversée a été décrite dans la littérature, avec des caractéristiques histologiques similaires à celles des tumeurs malignes telles qu'un ostéosarcome .[réf. nécessaire]

### Localisation anatomique
Il se présente généralement dans la colonne vertébrale ou les os longs,.
Environ 40 % de tous les ostéoblastomes sont localisés dans la colonne vertébrale. Les tumeurs touchent généralement les éléments postérieurs, et 17% des ostéoblastomes rachidiens se trouvent dans le sacrum.
Les os tubulaires longs sont un autre site d'atteinte fréquent, avec une prépondérance des membres inférieurs. L'ostéoblastome des os tubulaires longs est souvent diaphysaire, et moins est localisé dans la métaphyse. L'atteinte épiphysaire est extrêmement rare.
Bien que d'autres sites soient rarement touchés, plusieurs os de l'abdomen et des extrémités ont été rapportés comme sites de tumeurs d'ostéoblastome.[réf. nécessaire]

## Diagnostic
Lors du diagnostic d'ostéoblastome, le bilan radiologique préliminaire doit consister en
- une radiographie du site de la douleur du patient.
- une tomodensitométrie, souvent nécessaire pour étayer les résultats cliniques et radiographiques simples pour mieux définir les marges de la lésion pour une éventuelle intervention chirurgicale, détecter la présence d'un nidus et d'une minéralisation matricielle.
- L'IRM aide à détecter l'œdème réactif non spécifique de la moelle et des tissus mous.
- La scintigraphie osseuse  montre une accumulation anormale de radiotraceurs sur le site affecté, justifiant une suspicion clinique, mais cette constatation n'est pas spécifique de l'ostéoblastome.

Une biopsie peut être nécessaire pour une confirmation.
Un diagnostic différentiel doit être effectué avec un ostéome ostéoïde et un ostéosarcome.

## Traitement

### Traitement chirurgical
L'objectif du traitement est l'exérèse chirurgicale complète de la lésion. Le type d'excision dépend de la localisation de la tumeur et du stade d'évolution. Elle peut aller d'une excision intralésionnelle extensive à une résection large.

### Traitement médical
Lorsque la différenciation avec un ostéosarcome est difficile, un traitement par chimiothérapie ou radiothérapie peut être envisagé. Ces traitements sont sujets à controverse du fait de l'apparition possible de sarcome post-irradiation.

## Épidémiologie
Aux États-Unis, les ostéoblastomes ne représentent que 0,5 à 2 % de toutes les tumeurs osseuses primitives et seulement 14 % des tumeurs osseuses bénignes, ce qui en fait une forme relativement rare de tumeur osseuse.[réf. nécessaire]
L'ostéoblastome affecte plus d'hommes que de femmes, avec un ratio de 2 à 3:1 respectivement.
L'ostéoblastome peut survenir chez des personnes de tout âge, bien que les tumeurs affectent principalement la population plus jeune (environ 80 % de ces tumeurs surviennent chez des personnes de moins de 30 ans).
L'ostéoblastome conventionnel est une lésion bénigne avec peu de morbidité associée. Cependant, la tumeur peut être douloureuse et les lésions rachidiennes peuvent être associées à une scoliose et à des manifestations neurologiques.
Des métastases et même la mort ont été rapportées avec la variante agressive controversée, qui peut se comporter de manière similaire à celle de l'ostéosarcome. Cette variante est également plus susceptible de récidiver après la chirurgie que l'ostéoblastome conventionnel.[réf. nécessaire]